# Таманский (фамилия)
Тама́нский (Тама́нская) — русская фамилия.

## Происхождение фамилии
Входит в класс фамилий, оканчивающихся на -ский/-ская, -цкий/-цкая , образована от географических и этнических названий. Вероятно, происходит от Таманского полуострова. Известно, что один из носителей фамилии, архитектор Иван Трофимович Таманский (1775—1851), происходил из кубанских татар. 
Может быть омонимична фамилии польского, западно-украинского либо западно-белорусского происхождения, имеющей ударение на предпоследнем слоге.